# Tyne Daly
Ellen Tyne Daly (Madison, Wisconsin, 21 de febrer del 1946) és una actriu estatunidenca de teatre, cinema i televisió. Ha guanyat sis premis Emmy pel seu treball en la pantalla petita, un premi Tony, un Globus d'Or i, a partir del 2011, és membre del Saló de la Fama del Teatre estatunidenc.

## Biografia
Daly va començar la seva carrera en el Summer Stock theatre de Nova York i va fer el seu debut a Broadway amb l'obra That Summer - That Fall el 1967. El 1989, va actuar en el nou muntatge per a Broadway de Gypsy i va guanyar el Premi Tony a la millor actriu principal en un musical el 1990. Altres participacions a Broadway inclouen The Seagull (1992), Rabbit Hole (2006), pel qual va rebre una nominació al premi Tony, i Mothers and Sons (2014) pel qual va ser novament nominada al Tony. A més, va interpretar amb Maria Callas tant a Broadway com en el West End londinenc en l'obra Master Class (2011-2012).
En l'àmbit de la televisió, és coneguda pel seu paper de la detectiu Mary Beth Lacey en Cagney & Lacey (1982-1988), pel qual va ser quatre vegades guanyadora del Primetime Emmy a la millor actriu en una sèrie dramàtica. Uns altres dels seus papers en televisió inclouen Alice Henderson en Christy (1994-1995), pel qual va guanyar un Primetime Emmy a la millor actriu de repartiment en una sèrie dramàtica el 1996 i Maxine Gray en Judging Amy (1999-2005), que li va valer un sisè Emmy en la mateixa categoria el 2003.
Addicionalment, ha rebut cinc nominacions als Globus d'Or a la millor actriu de repartiment de sèrie, minisèrie o telefilm el 1995 i a la millor actriu de sèrie de televisió dramàtica el 1984, 1985 i 1987, mentre que es va alçar amb el guardó en aquesta categoria el 1986.

## Filmografia
Filmografia:

### Cinema
| Any  | Títol                          | Paper             | Notes |
| ---- | ------------------------------ | ----------------- | ----- |
| 1969 | John and Mary                  | Hillary           |       |
| 1970 | Angel Unchained                | Merilee           |       |
| 1972 | Play It As It Lays             | Periodista        |       |
| 1973 | TheAdulteress                  | Inez Steiner      |       |
| 1976 | The Enforcer                   | Kate Moore        |       |
| 1977 | Speedtrap                      | Niffty Nolan      |       |
| 1977 | Telefon                        | Dorothy Putterman |       |
| 1981 | Zoot Suit                      | Alice Bloomfield  |       |
| 1985 | L'aviador                      | Evelyn Stiller    |       |
| 1985 | Amor i sexe (Movers & Shakers) | Nancy Derman      |       |
| 1997 | The Lay of the Land            | Dr. Guttmacher    |       |
| 1999 | The Autumn Heart               | Ann               |       |
| 2000 | The Simian Line                | Arnita            |       |
| 2000 | A Piece of Eden                | Tia Aurelia       |       |
| 2014 | Basmati Blues                  | Evelyn            |       |
| 2015 | Hello, My Name Is Doris        | Millor amiga      |       |

### Televisió
| Any       | Títol                                              | Paper                    | Notes |
| --------- | -------------------------------------------------- | ------------------------ | --- |
| 1954      | Foreign Intrigue                                   | Noia                     | Episodi: International Finance |
| 1963      | General Hospital                                   | Caroline Beale           | Sèrie de televisió |
| 1968      | The Virginian                                      | Faith Bradbury           | Episodi: The Orchard |
| 1969      | Judd, for the Defense                              | Sandy                    | Episodi: The View from the Ivory Tower |
| 1969      | CBS Playhouse                                      | Sarah                    | Episodi: Sadbird |
| 1969      | The Mod Squad                                      | Dolores Abernathy        | Episodi: The Death of Wild Bill Hannachek |
| 1970      | The New People                                     | Kathy                    | Episodi: On the Horizon |
| 1970      | Ironside                                           | Joanna Leigh             | Episodi: The People Against Judge McIntire |
| 1970      | Medical Center                                     | Jennifer Lochner         | Episodi: Moment of Decision |
| 1971      | In Search of America                               | Anne                     | Pel·lícula |
| 1971      | A Howling in the Woods                             | Sally Bixton             | Pel·lícula |
| 1971      | Longstreet                                         | Marcella                 | Episodi: One in the Reality Column |
| 1971      | McMillan & Wife                                    | Janet Benton             | Episodi: Husbands, Wives, and Killers |
| 1971      | Imposible                                          | Saretta Lane             | Episodi: Nerves |
| 1972      | Heat of Anger                                      | Jean Carson              | Pel·lícula |
| 1972      | Young Dr. Kildare                                  |                          | Episodi: The Thing with Feathers |
| 1972      | The Mod Squad                                      | Prudence Gordon          | Episodi: Good Times Are Just Memories |
| 1972      | Medical Center                                     | Barbara                  | Episodi: The Choice |
| 1973      | Medical Center                                     | April                    | Episodi: Deadly Game |
| 1973      | Ghost Story                                        | Anna Freeman             | Episodi: Earth, Air, Fire and Water |
| 1973      | Hawkins                                            | Ellen Hamilton           | Episodi: A Life for a Life |
| 1973      | The Rookies                                        | Marly Devon              | Episodi: A Farewell Tree from Marly |
| 1973      | The Man Who Could Talk to Kids                     | Susie Datweiler          | Pel·lícula |
| 1974      | Larry                                              | Nancy Hockworth          | Pel·lícula |
| 1974      | The Rookies                                        | Lucille Baker            | Episodi: Time Lock |
| 1974      | The Streets of San Francisco                       | Mrs. Carlino             | Episodi: Commitment |
| 1974      | Doc Elliot                                         | Beth Ann Blackner        | Episodi: The Touch of God |
| 1974      | Barnaby Jones                                      | Madge Winston            | Episodi: A Gathering of Thieves |
| 1974      | The Wide World of Mystery                          | Laurie                   | Episodi: The Haunting of Penthouse D |
| 1975      | Lucas Tanner                                       | Jenny Milo               | Episodi: Collision |
| 1975      | The Law                                            | Lucy                     | 3 episodis |
| 1975      | Medical Center                                     | Liz Lathem               | Episodi: Gift from a Killer |
| 1975      | The Rookies                                        | Mary                     | Episodi: Cliffy |
| 1976      | The Entertainer                                    | Jean                     | Pel·lícula |
| 1976      | The Enforcer                                       | Inspector Kate Moore     | Pel·lícula |
| 1976      | The Rookies                                        | Amy Kennedy              | Episodi: From Out the Darkness |
| 1977      | Intimate Strangers                                 | Karen Renshaw            | Nominada − Primetime Emmy a la millor actriu secundària en minisèrie o telefilm (1978) |
| 1977      | Visions                                            | Ann                      | Episodi: The Dancing Bear |
| 1978      | Greatest Heroes of the Bible                       | Abishag                  | Episodi: The Judgment of Solomon |
| 1979      | Shirley                                            | Athena                   | Episodi: Twenty Years to Life |
| 1979      | Better Late Than Never                             | Ms. Davis                | Pel·lícula |
| 1980      | The Women's Room                                   | Adele                    | Pel·lícula |
| 1980      | Quincy, M.E.                                       | Madeline Estes           | Episodi: The Night Killer |
| 1981      | A Matter of Life and Death                         | Donna                    | Pel·lícula |
| 1981      | Quincy, M.E.                                       | Kay Silver               | Episodi: Gentle Into That Good Night |
| 1981      | CBS Afternoon Playhouse                            | Catherine Ellis          | Episodi: The Great Gilly Hopkins |
| 1981      | Lou Grant                                          | Melissa Cummings         | Episodi: Violence |
| 1981–1988 | Cagney & Lacey                                     | Detectiu Mary Beth Lacey | Primetime Emmy a la millor actriu secundària en sèrie dramàtica (1983-85, 1988) Nominada − Globus d'Or a la millor actriu en sèrie de televisió dramàtica (1984-87) Nominada − Primetime Emmy a la millor actriu en sèrie dramàtica (1986-87)       |
| 1982      | Magnum, P.I.                                       | Kate Sullivan            | Episodi: The Jororo Kill |
| 1982      | Quincy, M.E.                                       | Anna Krushevitz          | Episodi: For Love of Joshua |
| 1983      | Your Place... or Mine                              | Karen                    | Pel·lícula |
| 1983      | The Mississippi                                    |                          | Episodi: The Shooting |
| 1987      | Kids Like These                                    | Joanna Goodman           | Pel·lícula |
| 1988      | Dolly                                              | Genevieve                | Episodi: 1.20 |
| 1989      | Stuck with Each Other                              | Sylvia Cass              | Pel·lícula |
| 1991      | The Last to Go                                     | Mary Ellen               | Pel·lícula |
| 1991      | Face of a Stranger                                 | Dollie Madison           | Pel·lícula |
| 1991      | 'The Trials of Rosie O'Neill                       | Vicki Lindman            | Episodi: The Reunion |
| 1991      | Wings                                              | Mimsy Borogroves         | Episodi: My Brother's Keeper Nominada − Primetime Emmy a la millor actriu convidada en sèrie còmica (1992) |
| 1992      | Swamp Thing                                        | Carla Jeffries           | Episodi: Lesser of Two Evils |
| 1992      | The Ray Bradbury Theater                           | Cora Gibbs               | Episodi: Great Wide World Over There |
| 1992      | Columbo                                            | Dolores                  | Episodi: A Bird in the Hand... |
| 1993      | No Room for Opal                                   | Glorene                  | Pel·lícula |
| 1993      | Scattered Dreams                                   | Kathryn Messenger        | Pel·lícula |
| 1994      | The Forget-Me-Not Murders                          | Dr. Archer               | Pel·lícula |
| 1994      | Cagney & Lacey: The Return                         | Mary Beth Lacey          | Pel·lícula |
| 1994      | Christy                                            | Alice Henderson          | Pel·lícula |
| 1994      | Columbo                                            | Dorothea McNally         | Episodi: Undercover |
| 1994      | The Magic School Bus                               | Dr. Tennelli (veu)       | Episodi: Inside Ralphie |
| 1994–1995 | Christy                                            | Alice Henderson          | Primetime Emmy a la millor actriu secundària en sèrie dramàtica (1996) Nominada − Globus d'Or a la millor actriu secundària en sèrie, minisèrie o telefilm (1995) Nominada − Primetime Emmy a la millor actriu secundària en sèrie dramàtica (1995) |
| 1995      | The Nanny                                          | Mona                     | Episodi: Strange Bedfellows |
| 1995      | The Magic School Bus                               | Dr. Tennelli (veu)       | Episodi: Going Batty |
| 1995      | Cagney & Lacey: Together Again                     | Mary Beth Lacey          | Pel·lícula |
| 1995      | Cagney & Lacey: The View Through the Glass Ceiling | Mary Beth Lacey          | Pel·lícula |
| 1995      | Bye Bye Birdie                                     | Mae Peterson             | Pel·lícula |
| 1996      | Cagney & Lacey: True Convictions                   | Mary Beth Lacey          | Pel·lícula |
| 1997      | The Perfect Mother                                 | Elanie Podaras           | Pel·lícula |
| 1997      | Tricks                                             | Sarah                    | Pel·lícula |
| 1998      | Vig                                                | Ellen                    | Pel·lícula |
| 1998      | For Your Love                                      | Mary Winston             | Episodi: The Mother of All Visits |
| 1999      | Three Secrets                                      | Shelley                  | Pel·lícula |
| 1999      | Absence of the Good                                | Dr. Marcia Lyons         | Pel·lícula |
| 1999      | Execution of Justice                               | Goldie Judge             | Pel·lícula |
| 1999      | Veronica's Closet                                  | Emily Blair              | Episodi: Veronica's from Venus/Josh's Parents Are from Mars |
| 1999      | The Magnificent Seven                              | Ma Nichols               | Episodi: Vendetta |
| 1999–2005 | Judging Amy                                        | Maxine Gray              | Primetime Emmy a la millor actriu secundària en sèrie dramàtica (2003) Nominada − Primetime Emmy a la millor actriu secundària en sèrie dramàtica (2000−02, 2004−05)                                                                                |
| 2001      | The Wedding Dress                                  | Joan Delano              | Pel·lícula |
| 2003      | Undercover Christmas                               | Anne Cunningham          | Pel·lícula |
| 2009      | Georgia O'Keeffe                                   | Mabel Dodge Stern        | Pel·lícula |
| 2009      | Grey's Anatomy                                     | Carolyn Shepherd         | Episodi: Sympathy for the Devil |
| 2010      | Burn Notice                                        | Tina                     | Episodi: A Dark Road |
| 2013      | Jacked Up                                          |                          | Pel·lícula |
| 2014      | Modern Family                                      | Mrs. Plank               | Temporada 6, episodi 3, Won't You Be Our Neighbors |